# Limacoccus serratus
Limacoccus serratus är en insektsart som beskrevs av Gregorio Bondar 1929. Limacoccus serratus ingår i släktet Limacoccus och familjen Beesoniidae. Inga underarter finns listade i Catalogue of Life.